# バードランドの夜 Vol.3
『バードランドの夜 Vol.3』（A Night at Birdland Vol. 3）は、ジャズ・ドラム奏者アート・ブレイキーのアルバム（10インチLP）。1954年リリース。レコード番号BLP5039。

## 収録曲

### A面
1. ナウズ・ザ・タイム - "Now's The Time"
2. イフ・アイ・ハド・ユー - "If I Had You"

### B面
1. コンファメーション - "Confirmation"

## 演奏メンバー
- アート・ブレイキー - ドラムス
- クリフォード・ブラウン - トランペット
- ルー・ドナルドソン - アルトサックス
- カーリー・ラッセル - ベース
- ホレス・シルヴァー - ピアノ